# Mała Biłozerka
Mała Biłozerka (ukr. Мала Білозерка) – wieś na Ukrainie, w obwodzie zaporoskim, w rejonie wasylowskim, siedziba hromady. W 2001 liczyła 5949 mieszkańców, wśród których 5467 wskazało jako ojczysty język ukraiński, 427 rosyjski, 6 mołdawski, 1 węgierski, 2 rumuński, 9 białoruski, 18 ormiański, a 19 inny.